# Михайлина Любомир Павлович
Любомир Павлович Михайлина (17 червня 1953, Чернівці) — український археолог, доктор історичних наук, генеральний директор Національного Києво-Печерського історико-культурного заповідника (з вересня 2012 року). Є головою Українсько-Румунської комісії з історії, археології, етнології та фольклористики при Президії НАН України, членом кваліфікаційної ради з питань дослідження археологічної спадщини України, заступником редактора наукового збірника «Археологічні студії». Член Спілки археологів України, член ІКОМОС.

## Біографія
Народився 17 червня 1953 року в Чернівцях, батько — відомий український історик Павло Васильович Михайлина.
У 1975 році закінчив Чернівецький державний університет за спеціальністю «історія». У 1975—2003 роках активно брав участь в археологічних експедиціях, найбільші з них — розкопки городища IX—X століть у селі Ревне Кіцманського району, поселення Кодин під Чернівцями, села Рашків Хотинського району. Є автором численних наукових праць з археології.
У 1984 році отримав ступінь кандидата історичних наук.
У 2008 році, захистивши дисертацію на тему «Слов'яни VIII—X ст. між Дніпром і Карпатами (райковецька культура)», отримав ступінь доктора історичних наук.
Працював старшим науковим співробітником відділу археології ранніх слов'ян, завідувачем Польового комітету Інституту археології НАН України, керівником служби Міністра та директором Департаменту організаційно-аналітичного забезпечення діяльності Міністра у Міністерстві праці та соціальної політики України, начальником відділу науки і вищої школи Чернівецької обласної державної адміністрації, доцентом кафедри етнології античної і середньовічної історії Чернівецького державного університету. У 2010—2012 роках обіймав посаду директора Державного історико-архітектурного заповідника «Хотинська фортеця». У вересні 2012 року призначений генеральним директором Національного Києво-Печерського історико-культурного заповідника.

## Нагороди
Нагороджений знаком «Відмінник освіти України» й Почесною грамотою Кабінету Міністрів України (2007).

## Праці
- Михайлина Л., Пивоваров С. Нариси з історії Хотинської фортеці: факти, легенди, гіпотези // Держ. іст.-архітектур. заповідник «Хотинська фортеця», 2011. – 128 с.

### Книжки
- У співавторстві з Н. С. Абашина, М. Ю. Відейко, О. В. Гопкало та ін. Том 1. Від кіммерійців до Русі (Х ст. до н. е. — ІХ ст.) // Історія цивілізації. Україна / Т. І. Шкарупа. — Харків : Фоліо, 2019. — Т. 1. — 586 с. — ISBN 978-966-03-8941-0.